# Rokuharamitsu-ji

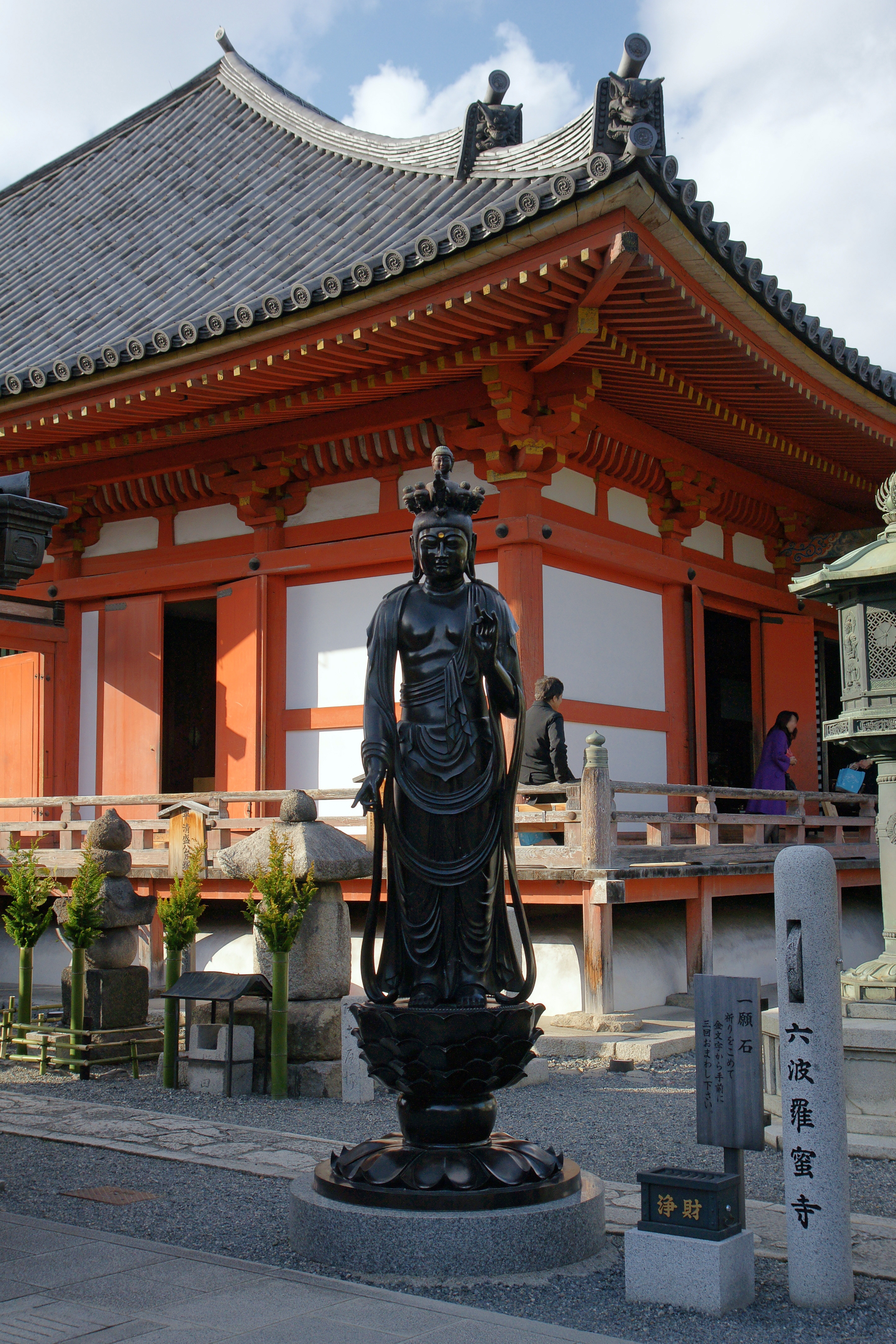
Hauptgebäude mit Statue einer elfköpfigen Kannon im Vordergrund

Der Rokuharamitsu-ji (jap. 六波羅蜜寺) ist ein buddhistischer Tempel in der Stadt Kyōto, Präfektur Kyōto in Japan. Zu deutsch bedeutet der Tempelname etwa „Tempel der sechs Vollkommenheiten“. Der Tempel ist mit der Glaubensrichtung Shingon-shū Chizan-ha assoziiert.
Hauptbildnis des Tempels ist eine Statue der elfköpfigen Kannon. Der Rokuharamitsu-ji ist der 17. Tempel des Saigoku-Pilgerweges (西国三十三箇所, Saigoku sanjūsankasho).

## Geschichte
Während eines Pest-Ausbruchs im Jahr 951 soll der buddhistischen Priester Kūya das Hauptbildnis eines elfköpfigen Kannon geschnitzt haben.
Zur Unterbringung dieser Figur wurde von ihm 963 in der Nähe des Friedhofs Toribeno der Rokuharamitsu-ji zunächst unter dem Namen Saiko-ji gegründet. 977 wurde der Tempel ein Zweigtempel des Enryaku-ji und erhielt seinen heutigen Namen.
Während des 12. Jahrhunderts entwickelte sich um den Rokuharamitsu-ji ein ausgedehnter Stadtteil, in dem vor allem Mitglieder des Taira-Clans lebten. Im Gempei-Krieg wurde der Tempel daher vollständig niedergebrannt und erst 1363 wiedererrichtet.
In den Kämpfen der frühen Meiji-Zeit wurde der Tempel stark zerstört und erst 1969 von Grund auf renoviert.

## Museum
Eine Reihe von wichtigen Kulturgütern Japans befinden sich im Besitz des Rokuharamitsu-ji. Einige davon werden in einem kleinen Museum auf dem Tempelgelände gezeigt. Darunter befinden sich:
- hölzerne sitzende Skulptur des Bildhauers Unkei aus der Kamakura-Zeit,
- hölzerne sitzende Skulptur des Bildhauers Tankei aus der Kamakura-Zeit,
- hölzerne Skulpturen der vier Himmelskönige (Shitennō) aus der Heian-Zeit,
- hölzerne Skulptur eines Bhaisajyaguru aus der Heian-Zeit,
- hölzerne stehende Skulptur des Ksitigarbha aus der Heian-Zeit,
- hölzerne sitzende Skulptur des Kūkai des Bildhauers Chōkai[1], Kamakura-Zeit,
- hölzerne sitzende Skulptur des Kūya aus der Kamakura-Zeit,
- Skulptur des Yama aus der Kamakura-Zeit,
- Skulptur der Kisshōten (vgl. Lakshmi) aus der Kamakura-Zeit.

Weitere Kunstwerke, wie die sitzende Figur eines Priesters, von der es heißt, die stelle Taira no Kiyomori dar, befinden sich derzeit im Nationalmuseum Tokio.

## Feste
Einige wichtige jährlich stattfindende Tempelfeste sind:
- 1.–3. Januar: Obuku-cha – Teezeremonie in Erinnerung an den heilenden Tee, den Kūya ausgeschenkt haben soll.
- 8.–10. August: Manto-e – Totenfestival mit Lichterzeremonie
- 13.–31. Dezember: Kakure Nembutsu – Nembetsu-Singen